# Butia marmorii
Butia marmorii là loài thực vật có hoa thuộc họ Arecaceae. Loài này được Noblick mô tả khoa học đầu tiên năm 2006.